# Гордост и предрасуда (филм из 1940)
Гордост и предрасуда (енгл. Pride and Prejudice) је амерички љубавно-драмски филм из 1940. године, заснован на истоименом роману Џејн Остин. Филм је режирао Роберт З. Ленард, према сценарију који су Олдус Хаксли и Џејн Мерфин написали на основу сценске адаптације Хелен Џером, док главне улоге у филму играју Грир Гарсон и Лоренс Оливије. Радња прати пет сестара из добростојеће енглеске породице и бави се питањима брака, морала и заблуда.
Филм је биоскопски објављен 26. јула 1940. и наишао је на позитивне реакције критичара. Зарадио је преко 1,8 милиона долара и освојио је Оскара у категорији за најбољу црно-белу сценографију.

## Радња
Госпођа Бенет и њене две најстарије ћерке, Џејн и Елизабет, купују нове хаљине када примете два господина и једну даму како стижу у град, излазећи из веома скупе кочије. Сазнају да су то Чарлс Бингли, који је управо изнајмио локално имање Недерфилд, и Фицвилијам Дарси; обојица су богати и неожењени, што веома узбуђује госпођу Бенет. Окупивши остале ћерке, госпођа Бенет се враћа кући, где покушава да убеди господина Бенета да посети господина Бинглија, али он одбија, да би јој неколико минута касније рекао да га је већ упознао.
На следећем балу, Елизабет закључује да је Дарси веома горд након што начује како он не жели да плеше с њом. Елизабет такође упознаје господина Викама, који јој прича како му је Дарси учинио велику неправду. Када Дарси затражи од Елизабет да плеше с њим, она одбија, али када Викам то затражи пред Дарсијем, она прихвата.
Рођак Бенетових, господин Колинс, који ће наследити њихово имање након смрти господина Бенета, долази у потрази за погодном супругом и одлучује да запроси Елизабет. На баштенској забави коју приређује Бингли у Недерфилд парку, Колинс константно прати Елизабет, која покушава да га избегне јер је не оставља на миру. Дарси јој притиче у помоћ и удаљава Колинса. Елизабет изненађујуће надмашује Дарсија у стреличарству; касније је прати на плесни подијум, али након што види упитно понашање њене мајке и млађих сестара, поново је напушта, чиме је поново љути. Следећег дана, господин Колинс је проси, али она га упорно одбија. Касније се Колинс заручује са Елизабетином најбољом пријатељицом, Шарлот Лукас.
Елизабет посећује Шарлот у њеном новом дому. Упознаје леди Кетрин де Бург, „заштитницу” господина Колинса, а током посете поново среће господина Дарсија. На Шарлотин наговор, Елизабет се састаје са Дарсијем, који је запроси, али она га одбија, делом због приче коју јој је испричао Викам, делом због тога што је прекинуо романсу између господина Бинглија и Џејн, а делом због његовог „карактера”. Улазе у жестоку расправу и он одлази.
Када се Елизабет врати кући, сазнаје да је Лидија побегла с Викамом, али да се нису венчали. Господин Бенет и његов шурак безуспешно покушавају да пронађу Лидију. Дарси сазнаје за ово и нуди своје услуге Елизабет. Каже јој да се Викам никада неће оженити Лидијом. Открива јој да је Викам једном покушао да побегне са његовом сестром, Џорџијаном, која је тада била млађа од Лидије. Након Дарсијевог одласка, Елизабет схвата да га воли, али верује да га више никада неће видети.
Лидија и Викам се враћају кући, венчани. Кратко након тога, стиже леди Кетрин и каже Елизабет да је Дарси пронашао Лидију и натерао Викама да је ожени пруживши му знатну суму новца. Такође јој каже да може одузети Дарсију богатство ако се ожени против њене воље. Захтева да Елизабет обећа да се никада неће заручити за Дарсија, али Елизабет одбија. Леди Кетрин одлази бесна и среће се напољу с Дарсијем, који ју је послао да види да ли ће га Елизабет прихватити. Након извештаја леди Кетрин, Дарси улази и он и Елизабет откривају своју љубав једно према другом у башти. Господин Бингли такође среће Џејн у башти и хвата је за руку, док госпођа Бенет шпијунира оба пара.

## Улоге
| Глумац          | Улога               |
| --------------- | ------------------- |
| Грир Гарсон     | Елизабет Бенет      |
| Лоренс Оливије  | Фицвилијам Дарси    |
| Мери Боланд     | Госпођа Бенет       |
| Една Меј Оливер | Леди Кетрин де Бург |
| Морин О'Саливан | Џејн Бенет          |
| Ен Радерфорд    | Лидија Бенет        |
| Фрида Инескорт  | Госпођица Бингли    |
| Едмунд Гвен     | Господин Бенет      |
| Карен Морли     | Шарлот Колинс       |
| Хедер Ејнџел    | Кити Бенет          |
| Марша Хант      | Мери Бенет          |
| Брус Лестер     | Господин Бингли     |
| Мелвил Купер    | Господин Колинс     |
| Едвард Ешли     | Господин Викам      |